# Schweinfurti zöld

A schweinfurti zöld szerkezeti képlete

A schweinfurti zöld egy réz- és arzén-tartalmú festékanyag; képlete:
Cu(C2H3O2)2 · 3Cu(AsO2)2,
tehát rézacetátból és rézarzenitből áll.
A gyönyörű zöld színű, ám arzéntartalma miatt erősen mérgező vegyületet hagyományosan úgy állították elő, hogy a vízzel híg péppé szétdörzsölt, bázisos rézacetátot („Grünspan”) arzénessav (H3AsO3) oldatával főzték. A kihűlő folyadékból a festék por alakú csapadékként vált ki. A schweinfurti zöldet főleg tapéták, műviráglevelek, báli szövetek stb. festésére használták — egyes elképzelések szerint így festett tapétától kapott arzénmérgezést Napóleon Szent Ilona szigetén.
A schweinfurti zölddel festett tárgyak égésekor jellegzetes fokhagymaszagot érezhetünk, mivel a lángban a festék arzéntartalma As2O3-dá oxidálódik.